# Норт-Шор (Каліфорнія)
Норт-Шор (англ. North Shore) — переписна місцевість (CDP) в США, в окрузі Ріверсайд штату Каліфорнія. Населення — 3585 осіб (2020).

## Географія
Норт-Шор розташований за координатами 33°30′56″ пн. ш. 115°54′33″ зх. д. / 33.51556° пн. ш. 115.90917° зх. д. (33.515678, -115.909228).  За даними Бюро перепису населення США в 2010 році переписна місцевість мала площу 28,95 км², уся площа — суходіл.

## Демографія
Згідно з переписом 2010 року, у переписній місцевості мешкало 3477 осіб у 750 домогосподарствах у складі 685 родин. Густота населення становила 120 осіб/км².  Було 854 помешкання (30/км²).
Расовий склад населення:
| - 40,1 % — білих - 0,9 % — чорних або афроамериканців - 0,7 % — корінних американців - 0,5 % — азіатів - 0,1 % — вихідців з тихоокеанських островів - 54,2 % — осіб інших рас |

До двох чи більше рас належало 3,4 %. Частка іспаномовних становила 95,3 % від усіх жителів.
За віковим діапазоном населення розподілялося таким чином: 39,9 % — особи молодші 18 років, 56,3 % — особи у віці 18—64 років, 3,8 % — особи у віці 65 років та старші. Медіана віку мешканця становила 23,6 року. На 100 осіб жіночої статі у переписній місцевості припадало 110,6 чоловіків;  на 100 жінок у віці від 18 років та старших — 109,9 чоловіків також старших 18 років.
Середній дохід на одне домашнє господарство  становив 38 436 доларів США (медіана — 26 655), а середній дохід на одну сім'ю — 38 851 долар (медіана — 31 563). Медіана доходів становила 21 410 доларів для чоловіків та 21 167 доларів для жінок. За межею бідності перебувало 37,7 % осіб, у тому числі 50,5 % дітей у віці до 18 років та 11,2 % осіб у віці 65 років та старших.
Цивільне працевлаштоване населення становило 1190 осіб. Основні галузі зайнятості: сільське господарство, лісництво, риболовля — 36,0 %, освіта, охорона здоров'я та соціальна допомога — 19,6 %, роздрібна торгівля — 11,0 %, науковці, спеціалісти, менеджери — 10,8 %.